# EZ4ENCE
«EZ4ENCE» — сингл финской группы The Verkkars, посвящённый финской киберспортивной команде ENCE. В 2019 году, когда команда добилась наибольшего успеха, поднявшись до второй строчки в мировом рейтинге, сингл вошёл в финский национальный чарт, стартовав на 13 месте на 10 неделе года и удержавшись на 15 месте в следующую неделю. В финском чарте Spotify сингл добрался до четвёртого места. Впоследствии эта композиция была включена в игру Counter-Strike: Global Offensive в качестве игровой музыки, что также стало первым таким случаем для исполнителя из Финляндии.
Сингл использовался для представления команды ENCE во время финала турнира Katowice Major 2019, в котором она заняла второе место, пробившись из квалификационных турниров и проиграв только датской команде Astralis.

## Содержание
Композиция состоит из запоминающегося рефрена на английском языке «EZ4ENCE ENCE ENCE / Dens putted upperbelt / Putted upperbelt» и нескольких речитативных куплетов на финском языке о команде ENCE, использующих многочисленные интернет-мемы, связанные с командой. Название «EZ4ENCE» само по себе возникло как мем, а в целом рефрен может быть переведен как «Лёгкая [победа] для ENCE, со снюсом под верхней губой» (здесь «Dens» — разговорный вариант названия шведской марки снюса «Oden’s». Продажа снюса запрещёна в Финляндии, но разрешёна в соседних Швеции и Норвегии, за его употреблением во время матчей был замечен тренер ENCE).

## Релизы
Сингл доступен в цифровом виде с 10 февраля 2019 года. По данным Warner Music Finland, сингл получил платиновую сертификацию, набрав более чем 6 миллионов скачиваний на Spotify. 3 марта 2019 года на YouTube опубликовано музыкальное видео, которое по состоянию на 2 марта 2025 года набрало 21 миллион просмотров. В конце марта 2019 года сингл в качестве игровой музыки включён в игру Counter-Strike: Global Offensive.

## Чарты
| Чарт                            | Наивысшая позиция |
| ------------------------------- | ----------------- |
| Suomen virallinen lista         | 13                |
| Spotify Finland Top 200 Daily   | 4                 |
| Spotify Finland Viral 50 Weekly | 1                 |